# سونا آروستامیان
سونا ملسی آروستامیان (ارمنی: Սոնա Մելսի Առուստամյան؛  زادهٔ ۲۰ مارس ۱۹۷۳) آموزگار، رقصنده یاله اهل ارمنستان است.

## زندگی‌نامه
وی در ۲۰ مارس ۱۹۷۳ در ایروان به دنیا آمد و از دانشکده دولتی هنر رقص ایروان فارغ‌التحصیل گشت. همچنین برندهٔ جوایزی همچون هنرمند افتخاری جمهوری ارمنستان (۲۰۱۱) و مدال طلای وزارت فرهنگ جمهوری ارمنستان شده‌است.